# Anastasia Mosca
Anastasia Mosca (Penne, 8 aprile 1995) è una giocatrice di curling italiana.

## Carriera agonistica

### Nazionale
Il suo esordio con la nazionale italiana junior femminile di curling è stato il challenge europeo junior del 2012, disputato a Copenaghen, in Danimarca: in quell'occasione l'Italia si piazzò al primo posto. Essendo i challenge europei dei gironi di qualificazioni ai mondiali junior il primo posto è equivalente all'11º nel ranking mondiale. Con la nazionale junior partecipa ad un challenge europeo junior e ad un campionato mondiale junior.
Il miglior risultato dell'atleta è il nono posto ottenuto ai campionati mondiali junior del 2012 disputati a Östersun, in Svezia.
CAMPIONATI
Nazionale junior:
- Mondiali junior
  - 2012 Östersun ( Svezia) 9°
- Challenge europeo junior
  - 2012 Copenaghen ( Danimarca) 1° (11° ranking mondiale)

### Campionati italiani
Anastasia ha preso parte ai campionati italiani di curling con il Curling Club Tofane ed è stata campionessa d'Italia nella categoria junior:
- Italiani junior:
  - 2011  con Federica Apollonio, Stefania Menardi e Maria Gaspari
  - 2012  con Federica Apollonio, Stefania Menardi e Maria Gaspari